# 埃尔切德拉谢拉
埃尔切德拉谢拉，是西班牙卡斯蒂利亚-拉曼恰自治区阿尔瓦塞特省的一个市镇。 总面积240km², 总人口3747人（2001年），人口密度16人/km²。